# Orsiboe ichigomensis
Orsiboe ichigomensis är en mångfotingart som beskrevs av Carl Graf Attems 1909. Orsiboe ichigomensis ingår i släktet Orsiboe och familjen Hirudisomatidae. Inga underarter finns listade i Catalogue of Life.